# مشت بیدارشده
مشت بیدارشده (انگلیسی: The Awaken Punch) یک فیلم در ژانر اکشن است که در سال ۱۹۷۳ منتشر شد. از بازیگران آن می‌توان به تی‌ین فنگ و کنث تسانگ اشاره کرد.

## بازیگران

### اصلی
- تی‌ین فنگ
- کنث تسانگ

### سیاهی‌لشکر
- جکی چان
- مارس
- یوئن وو-پینگ
- یوئن چیانگ-یان
- یوئن وا
- یوئن بیائو
- جو چیانگ
- الن چویی چونگ-سان